# EUMETNET

Estats membres d'EUMETNET en blau i estats cooperants en verd.

EUMETNET (acrònim anglès per a EUropean METeorological NETwork, Xarxa Meteorològica Europea en català) és una organització internacional creada el 1995 amb l'objectiu d'assegurar i facilitar la cooperació entre els serveis meteorològics nacionals d'Europa. La seva seu es troba a Brussel·les.
Exemples de la coordinació duta a terme per part d'EUMETNET són el programa E-ASAP, que organitza tasques de radiosondatge des de vaixells per mesurar l'estructura vertical dels mars i l'atmosfera, i E-AMDAR, que estableix tasques de recollida i distribució d'observacions de vent i temperatura.

## Membres
A principis de 2014 EUMETNET està formada per 31 estats membres: Alemanya, Àustria, Bèlgica, Croàcia, Dinamarca, Eslovàquia, Eslovènia, Espanya, Estònia, Finlàndia, França, Grècia, Hongria, Islàndia, Irlanda, Itàlia, Letònia, Luxemburg, Macedònia del Nord, Malta, Montenegro, Noruega, Països Baixos, Polònia, Portugal, el Regne Unit, la República Txeca, Sèrbia, Suècia, Suïssa i Xipre; i 3 estats cooperants: Bulgària, Lituània i Romania.